# Batillipes minius
Espèce
Batillipes minius est une espèce de tardigrades de la famille des Batillipedidae. 

## Distribution
Cette espèce est endémique du Portugal. Elle a été découverte à Moledo près de l'embouchure du Minho dans l'océan Atlantique.

## Publication originale
- Rubal, Veiga, Fontoura & Sousa-Pinto, 2016 : A new Batillipes (Tardigrada, Heterotardigrada, Batillipedidae) from North Portugal (Atlantic Ocean). Marine Biodiversity.